# Olios tener
Olios tener är en spindelart som först beskrevs av Tord Tamerlan Teodor Thorell 1891.  Olios tener ingår i släktet Olios och familjen jättekrabbspindlar. Inga underarter finns listade i Catalogue of Life.